# Marian Wojnowski
Marian Wojnowski ps. Adam (ur. 1 października 1907 w Drugni, rozstrzelany na terenie warszawskiego getta 1 grudnia 1943) – filozof, polityk i publicysta, dyrektor Okręgu Pomorskiego Polskiego Związku Zachodniego, porucznik rezerwy Wojska Polskiego.

## Życiorys
Absolwent Wydziału Filozoficznego Uniwersytetu Jagiellońskiego. Członek Towarzystwa Pomocy Polonii Zagranicznej i Społecznego Komitetu Radiofonizacji Kraju. Na stopień porucznika został mianowany ze starszeństwem z 1 stycznia 1936 i 380. lokatą w korpusie oficerów rezerwy piechoty.
W czasie okupacji członek Polskiego Związku Zachodniego w Konspiracji. Brał udział w szkoleniu i organizacja przerzutów instruktorów PZZ w głąb Rzeszy. Aresztowany w łapance ulicznej w Warszawie pod koniec 1943 roku. Osadzony na Pawiaku.